# Уваров, Виталий Фёдорович
Виталий Фёдорович Уваров (2 сентября 1921 — 16 октября 2008) — советский хоккеист, нападающий. Хоккейный судья, функционер.

## Биография
Воспитанник московского «Спартака» (футбол, хоккей с мячом). В футбол играл за клубную (1945—1950) и дублирующую (1951—1952) команды «Спартака». В составе команды «Спартака» по хоккею с шайбой был в сезонах 1948/49, 1950/51 — 1951/52, 1954/55; в сезоне-1953/54 играл за таллинский «Калев».
Окончил МЭИ (1958).
С 1963 года — хоккейный судья, всесоюзная категория (1967). С 1971 года — член президиума Всесоюзной коллегии судей. В 1978—1985 годах — председатель президиума ВКС. Член президиума Федерации хоккея СССР.